# Gloria Hendry
Pour les articles homonymes, voir Hendry, Gloria Henry et Henry.
Gloria Hendry (parfois créditée Gloria Henry) est une actrice afro-américaine née le 3 mars 1949 à Winter Haven en Floride.

## Filmographie
- 1968 : For Love of Ivy
- 1970 : Le Propriétaire
- 1973 : Vivre et laisser mourir (Live and Let Die) de Guy Hamilton
- 1973 : Black Caesar, le parrain de Harlem (Black Caesar) de Larry Cohen
- 1973 : Casse dans la ville (Hell Up in Harlem) de Larry Cohen
- 1973 : L'Exécuteur noir (Slaughter's Big Rip-Off) de Gordon Douglas
- 1974 : La Ceinture noire (Black Belt Jones) de Robert Clouse
- 1987 : Falcon Crest (série TV)
- 1990 : Rick Hunter (série TV)
- 2013 : Freaky Deaky de Charles Matthau : Maureen Downey